# Hosgudda, Gangawati
Hosgudda là một làng thuộc tehsil Gangawati, huyện Koppal, bang Karnataka, Ấn Độ.